# Сугдиён (Шахритусский район)
Сугдиён (тадж. Суғдиён) — село в Хатлонской области Республики Таджикистан. 
Входит в состав джамоата (сельской общины) им. Худойназара Холматова Шахритусского района.
Находится на расстоянии 3 км от райцентра (пгт. Шахритус) и 3 км от центра джамоата (село Кахрамон).
Название села означает «согдийцы». Прежнее название — Янгиабад.
Население — 1620 чел. (2017).